# Slagzij

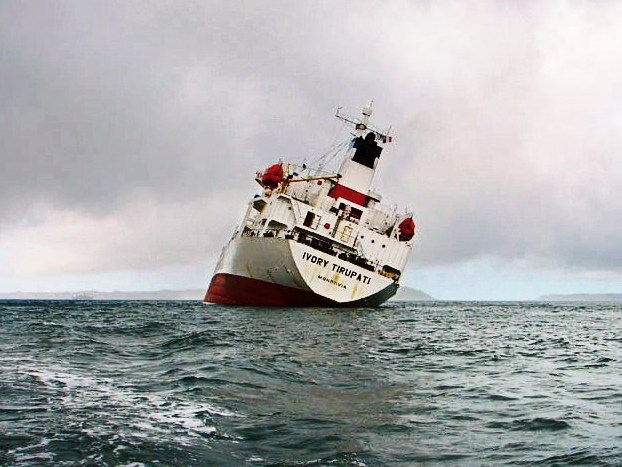
De Ivory Tirupati met zware slagzij op weg naar de haven van Brest.

Slagzij is de dwarsscheepse helling van een schip, ofwel naar bakboord, ofwel naar stuurboord. Slagzij wordt uitgedrukt in graden, terwijl de vergelijkbare trim meestal in het verschil tussen de diepgang voor en achter wordt uitgedrukt. Slagzij is de benaming voor de statische toestand, de dynamische beweging wordt slingeren genoemd.
Veel containerschepen en roro's zijn uitgerust met een antislagzijsysteem om tijdens het laden en lossen de slagzij te beperken.